# 葉廷秀
葉廷秀（？—？），號潤山，山东東昌府濮州軍籍。

## 生平
天啓四年（1624年）甲子科山东乡试举人，五年（1625年）联捷乙丑科進士，授南乐县令，调衡水，又调获鹿，由知县入为順天府推官。英国公谋夺民产，公奉批审，执法不阿，英国诬参，侵及问官，公复有“勋臣失业非的”一疏，奉旨依原断。崇禎中，遷南京户部主事，督钞分司。以亲老、兄廷纁故请告终养，迨劉孺人卒，读礼倚庐三载，继遭封君丧，读礼墓旁三年，手注孝经。服闋，陛见，补授北户部主事，疏陈吏治之弊，又陈吏治三要：请缓催科以感天和，发仓廪以全民命，明大法以消乱萌，报闻。上以傅永淳为吏部尚书，廷秀言永淳庸才不当任，甫四月，永淳果败。崇禎十三年八月，以请宽黄道周忤旨，廷杖一百，下狱削籍，遣戍福建。十六年冬，特旨起故官。弘光時，内批以僉都御史用，马士英抑授光禄少卿。南都亡，入閩。隆武帝授左僉都御史，進兵部右侍郎。閩敗，為僧終。廷秀受业刘宗周门，造诣渊邃，宗周门人以廷秀为首。平生专心理学，动法朱文公，羽经翼传，著述甚富。

## 家族
祖父叶臣，字惟良，中嘉靖丁酉乡试，初仕大名县令，抚院王公士翹首，荐擢晋州守，后转河间府同知，卒于官。

## 延伸阅读
[在维基数据编辑]
 《明史卷二百五十五》，出自《明史》